# Patrick Ricard
Patrick Louis Ricard (* 12. Mai 1945 in Marseille; † 17. August 2012 in Toulon) war ein französischer Manager.

## Leben
Der Sohn von Paul Ricard (1909–1997) besuchte das Lycée Périer in Marseille und absolvierte im Anschluss ein Studium der Wirtschaftswissenschaften. 1967 trat er als Referent in die Leitung des väterlichen Unternehmens Ricard ein. 1970 wurde er zunächst Filialdirektor und 1971 erhielt er die Berufung zum Generaldirektor der Firma. 1975 fusionierte Ricard mit dem Konkurrenten Pernod zu Pernod Ricard. Im Gesamtkonzern übte er von 1978 bis 2008 die Funktion des Generaldirektors (président-directeur général) aus.
Am 17. August 2012 starb Patrick Ricard im Alter von 67 Jahren an den Folgen eines Herzinfarkts, den er auf seiner Privatinsel Bendor erlitt.

## Ehrungen
- Komtur der Ehrenlegion (seit 2007)
- Ritter des Ordre national du Mérite